# Abraha Hadush
Abraha Hadush, né en 1982, est un athlète éthiopien, spécialiste des courses de fond.

## Biographie
Il remporte à dix-huit ans seulement la médaille d'or du 10 000 mètres lors des championnats d'Afrique 2000, à Alger, dans le temps de 28 min 40 s 51. Il participe cette même année aux championnats du monde juniors, à Santiago du Chili, et se classe troisième de l'épreuve du 10 000 m.

### Palmarès
| Date | Compétition            | Lieu  | Résultat | Épreuve  | Performance    |
| ---- | ---------------------- | ----- | -------- | -------- | -------------- |
| 2000 | Championnats d'Afrique | Alger | 1er      | 10 000 m | 28 min 40 s 51 |

### Records
| Épreuve  | Performance    | Lieu  | Date            |
| -------- | -------------- | ----- | --------------- |
| 10 000 m | 28 min 40 s 51 | Alger | 11 juillet 2000 |